# Ophiopsila brevisquama
Ophiopsila brevisquama är en ormstjärneart som beskrevs av Jean Baptiste François René Koehler 1930. Ophiopsila brevisquama ingår i släktet Ophiopsila och familjen Ophiocomidae. Inga underarter finns listade i Catalogue of Life.